# Nordnet
 (février 2023).
 (février 2023).
Nordnet est un opérateur de télécommunications français créé en 1995. Implantée dans la métropole lilloise, il est depuis 1998 une société du groupe Orange.

## Activités
Nordnet propose aux particuliers et aux entreprises des solutions numériques variées : l’accès à Internet très haut débit (par la fibre, le satellite, la 4G, la radio et ADSL/VDSL), l’enregistrement et la gestion de noms de domaine et de messagerie pro, des solutions de protection informatique au travers de la suite de sécurité Securitoo et de son VPN, ainsi que des offres de téléphonie mobile, ou encore un service TV pour ses utilisateurs. La société propose du quadruple-play sur toutes les technologies.
Se définissant comme « militante de l’équité numérique », Nordnet propose ses services partout en France métropolitaine et s’est spécialisée dans les technologies de connexion dites de « transition » (Internet par satellite, par radio ou par 4G) pour apporter des solutions de connexion très haut débit aux foyers et entreprises mal desservis par les réseaux filaires,, ou qui attendent l’arrivée de la fibre.
Depuis 2001, Nordnet est registraire de noms de domaine. S’appuyant sur le réseau Orange, Nordnet est, depuis 2018, opérateur de réseau mobile virtuel.
Fin 2019, Nordnet récupère l’activité de la société Wibox,, spécialiste de la fourniture d'accès à Internet et de la diffusion de flux TV.

## Historique
À son lancement en 1995, Nordnet propose un accès Internet sans abonnement aux habitants de la région Nord de la France, avec une connexion bas débit[réf. souhaitée]. En septembre 1996, Nordnet propose une formule payante grand public à « 10 francs de l’heure » (1,56 €), principalement commercialisée dans le Nord-Pas-de-Calais. 
Après son entrée dans le groupe France Télécom à la mi-1998 (devenu le groupe Orange), Nordnet diversifie son activité. En décembre 1998, sous la marque LeRelaisInternet.com, la société propose des prestations de gestion de nom de domaine et services associés (messagerie pro, création, hébergement et référencement de sites Web viendront ensuite s’ajouter temporairement au catalogue).
En janvier 2000, les premiers abonnements ADSL sont proposés. Avec le développement d’Internet, Nordnet fait progressivement évoluer ses offres et élargit sa couverture au territoire national. Depuis 2001, Nordnet édite et commercialise des logiciels de protection informatique[réf. souhaitée].
En 2007, Nordnet se lance sur une technologie transitionnelle : Internet par le réseau hertzien (Wimax). D’abord en Seine-Maritime et dans le Pas-de-Calais, cette technologie s’étend par la suite à d’autres départements avec des débits de l’ordre de 512 kb/s à 2 Mb/s. Le Wimax se destine principalement aux foyers non éligibles à l’ADSL. Nordnet s’appuie sur des réseaux Radio Wimax déployés et maintenus par des tiers opérateurs de réseau (réseaux souvent construits à l’initiative des collectivités locales dans le cadre de l’aménagement numérique de leur territoire.) 
En 2008, Nordnet compte parmi les premiers acteurs français à proposer la technologie Internet par satellite au grand public dans l’hexagone. L'entreprise utilise les opérateurs SES Astra ou Eutelsat, dont le plus récent nommé KONNECT. En 2013, Nordnet propose ses premières offres Internet très haut débit grâce à la fibre optique en s’appuyant sur les Réseaux d’Initiative Publique (RIP) développés et mis en place par les collectivités.
Depuis 2018, Nordnet commercialise une offre Internet Radio très haut débit reposant sur la technologie LTE (nombre de réseaux Radio Wimax furent modernisés en Radio THD ou Radio LTE lors de l’extinction du Wimax). Comme pour la Fibre, Nordnet s’appuie sur les collectivités locales, qui installent progressivement sur leur territoire les antennes nécessaires à la technologie. Cette solution s’adresse aux foyers en manque de bon débit par l’ADSL.
À la suite de l'invasion russe de l'Ukraine, une cyberattaque altère les modems d’usagers assurant la connectivité entre le réseau satellitaire KA-SAT de Viasat et nombre de ses utilisateurs dans plusieurs pays. Parmi eux, une partie des abonnés Internet satellite de Nordnet est touchée,, privée de réseau, sans qu'il soit possible de réinitialiser les modems ni même de les remplacer immédiatement, par manque de pièces de rechange.
Parallèlement, en mars 2021, Nordnet lance neosat et neosat pro, deux nouvelles offres de connexion Internet par satellite s’appuyant sur le satellite KONNECT. Ce nouveau satellite, développé majoritairement dans l’Hexagone par Eutelsat et Thales Alenia Space, permet de servir en très haut débit l'ensemble du territoire.
En accord avec les sociétés d’aérospatiale Eutelsat et Thalès, Orange obtient la commercialisation, via sa filiale Nordnet, du satellite nouvelle génération KONNECT VHTS. En octobre 2023, le satellite est mis en service après près d'un an de tests. Les offres neosat et neosat pro+ (anciennement neosat pro) s'appuient depuis sur KONNECT VHTS.

### Engagement RSE
Fin 2020, à la suite de la tempête Alex qui fait des ravages dans les Alpes-Maritimes, Nordnet expédie aux communes sinistrées des matériels de connexion Internet par satellite dans le cadre du Plan Communal de Sauvegarde. Cette intervention permet d’assurer la liaison des mairies avec les services de secours, et fournit du même coup un accès Internet aux habitants dont la connexion avait été coupée par la catastrophe.